# Scolops uhleri
Scolops uhleri är en insektsart som beskrevs av Ball 1902. Scolops uhleri ingår i släktet Scolops och familjen Dictyopharidae. Inga underarter finns listade i Catalogue of Life.